# Baynes Island
Baynes Island ist eine Ansammlung von drei Inseln an der nordöstlichen Küste von Tasmanien, Australien. Die Inseln bilden nur bei Ebbe eine Einheit. Die Gruppe hat eine Gesamtgröße von 1,62 Hektar. Sie ist Teil der Waterhouse-Island-Gruppe.

## Fauna
Auf der Insel wurden unter anderem folgende brütende Meeresvögelabird registriert: Zwergpinguin, Dickschnabelmöwe, Silberkopfmöwe, Ruß-Austernfischer, Schwarzgesichtscharbe und Raubseeschwalbe. Die Australente hat ebenfalls auf der Insel genistet.